# Hoveyzeh
Hoveyzeh (en persan : هویزه) situé dans la province du Khouzistan et près de la frontière irakienne. Les Arabes d'Iran constituent la majorité de sa population.
La ville a subi de lourdes pertes et des dommages omniprésents pendant la guerre Iran-Irak.

## Pendant la guerre Iran-Irak
Certains groupes civils de la ville Hoveyzeh, commencent à aider dans le processus de la guerre. Il s’agit des forces populaires, des combattants révolutionnaires et des étudiants qui participent volontairement à l’opération Nasr (qui est appelée également opération Hoveyzeh). Près de 140 combattants tombent en martyr dans cette opération. Parmi ces martyrs, on peut surtout citer le nom de Hosein Alam-alhoda.
Plus tard, les survivants du combat de Hoveyzeh rejoindront le Corps des Gardiens de la révolution islamique. Grâce à leur expérience de la bataille de Hoveyzeh, ils arrivent à participer avec succès à plusieurs grandes opérations dont Victoire indéniable, Valfadjr 8 et Kerbala 5.

## Zone à visiter dansRahian-e Noor
Le cimetière de Hoveyzeh où tous les martyrs de l’opération Nasr sont enterrés, est l’une des zones vestiges de la guerre Iran-Irak au sud de l'Iran, qui reçoit beaucoup de visiteurs.